# باميلا بورتون
باميلا بورتون (بالإنجليزية: Pamela Burton)‏ هي مهندسة معمارية ومهندسة المناظر الطبيعية أمريكية، ولدت في 16 سبتمبر 1948 في سانتا مونيكا في الولايات المتحدة.